# Skattebonde
En skattebonde var förr i Sverige en hemmansägare och brukare av skattejord (skattehemman) som betalade årlig ränta (skatt) till kronan, det vill säga svenska staten. Skattebönderna ägde sin egen jord, till skillnad från kronobönderna som brukade jord som ägdes av kungamakten, och hade därför rättigheter kopplade till ägandet så som jakträtt. Redan under tidig medeltid beskattades dessa bönder. De kunde fram till knekthållets införande på 1600-talet utsättas för utskrivning.